# Pacific Division (National Basketball Association)
Pacific Division är en av sex divisioner i den nordamerikanska basketligan National Basketball Association (NBA) och den bildades inför säsongen 1970/1971. Pacific Division är den mest framgångsrika divisionen i NBA historien då lag från Pacific vunnit NBA-titeln 17 gånger. Los Angeles Lakers är det mest framgångsrika laget med 23 titlar. Pacific Division är en av tre divisioner som tillhör Western Conference och innehåller sedan säsongen 2004/2005 följande fem lag:
- Golden State Warriors
- Los Angeles Clippers
- Los Angeles Lakers
- Phoenix Suns
- Sacramento Kings

## Divisionsmästare
| - 1971: Los Angeles Lakers - 1972: Los Angeles Lakers - 1973: Los Angeles Lakers - 1974: Los Angeles Lakers - 1975: Golden State Warriors - 1976: Golden State Warriors - 1977: Los Angeles Lakers - 1978: Portland Trail Blazers - 1979: Seattle SuperSonics - 1980: Los Angeles Lakers - 1981: Phoenix Suns - 1982: Los Angeles Lakers - 1983: Los Angeles Lakers - 1984: Los Angeles Lakers - 1985: Los Angeles Lakers - 1986: Los Angeles Lakers - 1987: Los Angeles Lakers - 1988: Los Angeles Lakers - 1989: Los Angeles Lakers | - 1990: Los Angeles Lakers - 1991: Portland Trail Blazers - 1992: Portland Trail Blazers - 1993: Phoenix Suns - 1994: Seattle SuperSonics - 1995: Phoenix Suns - 1996: Seattle SuperSonics - 1997: Seattle SuperSonics - 1998: Seattle SuperSonics - 1999: Portland Trail Blazers - 2000: Los Angeles Lakers - 2001: Los Angeles Lakers - 2002: Sacramento Kings - 2003: Sacramento Kings - 2004: Los Angeles Lakers - 2005: Phoenix Suns - 2006: Phoenix Suns - 2007: Phoenix Suns - 2008: Los Angeles Lakers - 2009: Los Angeles Lakers | - 2010: Los Angeles Lakers - 2011: Los Angeles Lakers - 2012: Los Angeles Lakers - 2013: Los Angeles Clippers - 2014: Los Angeles Clippers - 2015: Golden State Warriors - 2016: Golden State Warriors - 2017: Golden State Warriors - 2018: Golden State Warriors - 2019: Golden State Warriors |

## Pacific Division-titlar
- 23: Los Angeles Lakers
- 7: Golden State Warriors
- 6: Phoenix Suns
- 5: Seattle SuperSonics *
- 4: Portland Trail Blazers *
- 2: Sacramento Kings
- 2: Los Angeles Clippers

* Spelar inte längre i Pacific Division

## NBA-mästare från Pasific Division
- 1971/1972 – Los Angeles Lakers
- 1974/1975 – Golden State Warriors
- 1976/1977 – Portland Trail Blazers
- 1978/1979 – Seattle SuperSonics
- 1979/1980 – Los Angeles Lakers
- 1981/1982 – Los Angeles Lakers
- 1984/1985 – Los Angeles Lakers
- 1986/1987 – Los Angeles Lakers
- 1987/1988 – Los Angeles Lakers
- 1999/2000 – Los Angeles Lakers
- 2000/2001 – Los Angeles Lakers
- 2001/2002 – Los Angeles Lakers
- 2008/2009 – Los Angeles Lakers
- 2009/2010 – Los Angeles Lakers
- 2014/2015 – Golden State Warriors
- 2016/2017 – Golden State Warriors
- 2017/2018 – Golden State Warriors

## Lag som tidigare spelat i Pacific Division
- Portland Trail Blazers mellan 1970 och 2004
- San Diego Rockets mellan 1970 och 1971
- San Francisco Warriors mellan 1970 och 1971
- Seattle SuperSonics mellan 1970 och 2004
- Houston Rockets mellan 1971 och 1972
- San Diego Clippers mellan 1978 och 1984